# Платт (округ, Миссури)
Округ Платт (англ. Platte County) — округ штата Миссури, США. Население округа на 2009 год составляло 90 688 человек. Административный центр округа — город Платт-Сити.

## История
Округ Платт основан в 1838 году.

## География
Округ занимает площадь 1087.8 км2.

## Демография
Согласно оценке Бюро переписи населения США, в округе Платт в 2009 году проживало 90 688 человек. Плотность населения составляла 83.4 человек на квадратный километр.